# 1727 en philosophie
Chronologie de la philosophie
- 1723
- 1724
- 1725
- 1726
- 1727
- 1728
- 1729
- 1730
- 1731

L’année 1727 a été marquée, en philosophie, par les événements suivants :

## Publications
- Pierre Bayle (à titre posthume) : Œuvres diverses. La Haye, Société d'Éditeurs, 4 volumes in-folio. 1727.

- Francesco Bianchini :  Camera ed inscrizioni sepulcrali de' liberti, servi, ed ufficiali della casa di Augusto scoperte nella via Appia, Rome, 1727.